# Hospital Mubarak Al-Kabeer
El Hospital Mubarak Al-Kabeer (en árabe: مستشفى مبارك الكبي) es un hospital general construido en Jabriya, Kuwait en 1982. El hospital lleva el nombre del jeque Mubarak Al-Kabeer Al-Sabah. Sirve a la gobernación de Hawalli y cubre cerca de 700.000 personas en el área. Se compone de diversos departamentos  médicos. todas las nacionalidades que viven en Kuwait pueden ir en este hospital. Los pacientes que acuden al hospital deben llevar la tarjeta de identificación civil.